# Église Saint-Pierre de Neuillé-Pont-Pierre
Pour les articles homonymes, voir Église Saint-Pierre.
L'église Saint-Pierre de Neuillé-Pont-Pierre est une église catholique située à Neuillé-Pont-Pierre, en France.

## Description
L'église est inscrite au titre des monuments historiques par arrêté du 27 octobre 1971.